# Persol
Persol er en italiensk producent af luksusbriller, der er specialiseret i solbriller og brillestel. Det blev grundlagt i 1917 af Giuseppe Ratti, og det er dermed en af de ældste brillevirksomheder i verden, og det er i dag ejet af Luxottica. Navnet kommer fra det italienske per il sole, der betyder "mod solen". Oprindeligt fremstillede selskabet briller til piloter og racerkørere. I dag sælger selskabet især slidstærke sportssolbriller.

## Historie
I 1917 begyndte Giuseppe Ratti, der ejede optikeren Berry, at fremstillet sine første briller og linser til atleter og piloter. Firmaet udviklede et fleksibelt stel, der blev kendt som det patenterede Meflecto system, som var et af de første fjederhængsler til briller. Persol blev introduceret i USA i 1962, og åbnede sin første butik i 1991 på Rodeo Drive i Beverly Hills.